# Get It (Dave Edmunds)
Get It is het derde studioalbum van de Britse rockgitarist, zanger en producer Dave Edmunds. Hij heeft zijn grootste successen gehad in de jaren zeventig en tachtig van de vorige eeuw. Zijn muzikale voorkeur ligt bij de oude rock-'n-roll muziek uit de jaren vijftig. Dave Edmunds speelt zowel traditionele oude rocknummers als eigen liedjes, die hij veelal schrijft samen met zijn muzikale vriend Nick Lowe.
Op dit album staan onder meer oude liedjes van de countryzanger Hank Williams, de bluesartiest Arthur Crudup en de musicalcomponisten Rogers and Hart (Where or when, een compositie uit 1937 die in 1960 is opgenomen door Dione and The Belmonts). Op dit album zijn ook invloeden te horen van Phil Spector, The Beach Boys en Eddy Cochran.
Een van de hoogtepunten van zijn repertoire, Here comes the weekend, is op single uitgebracht en behaalde nummer 27 in de Nederlandse Top 40.  De andere singles van dit album, Where or when, I knew the bride en Juju man, haalden de hitlijsten niet.
De meeste liedjes zijn in 1977 opgenomen in de Rockpile Studio in Wales, behalve Juju man, dat dateert uit 1975 en  My baby left me, dat Dave Edmunds al in 1969 heeft opgenomen met zijn toenmalige band Love Sculpture.  Het album Get It is uitgegeven door Swan Song Records, het label van de rockband Led Zeppelin. Dit is het eerste album dat Dave Edmunds heeft uitgebracht op dit label. Hij heeft de plaat zelf geproduceerd.

## Muzikanten
- Dave Edmunds – zang, gitaar, bas, keyboard en drums
- Nick Lowe – bas
- Terry Williams  – drums
- Bob Andrews– keyboard, accordeon
- Steve Goulding – drums
- Billy Rankin – drums
- Paul Riley – bas

## Muziek
| Nr. | Titel                                             | Duur |
| --- | ------------------------------------------------- | ---- |
| 1.  | Get Out of Denver (Bob Seger)                     | 2:17 |
| 2.  | I Knew the Bride (Nick Lowe)                      | 2:57 |
| 3.  | Back to School Days (Graham Parker)               | 2:47 |
| 4.  | Here Comes the Weekend (Dave Edmunds, Nick Lowe)  | 1:59 |
| 5.  | Worn Out Shuits, Brand New Pockets (Dave Edmunds) | 2:25 |
| 6.  | Where or When (Richard Rogers, Lorenz Hart)       | 2:20 |

| Nr. | Titel                                     | Duur |
| --- | ----------------------------------------- | ---- |
| 1.  | Ju Ju Man (Jim Ford, Lolly Vegas)         | 3:23 |
| 2.  | Get It (Bob Kelly)                        | 2:20 |
| 3.  | Let’s Talk About Us (Otis Blackwell)      | 2:12 |
| 4.  | Hey Good Lookin’ (Hank Williams)          | 1:55 |
| 5.  | What Did I Do Last Night (Nick Lowe)      | 1:48 |
| 6.  | Little Darlin’I (Dave Edmunds, Nick Lowe) | 3:18 |
| 7.  | My Baby Left Me (Arthur Crudup)           | 1:57 |